# 林克洛伊爾巴赫河

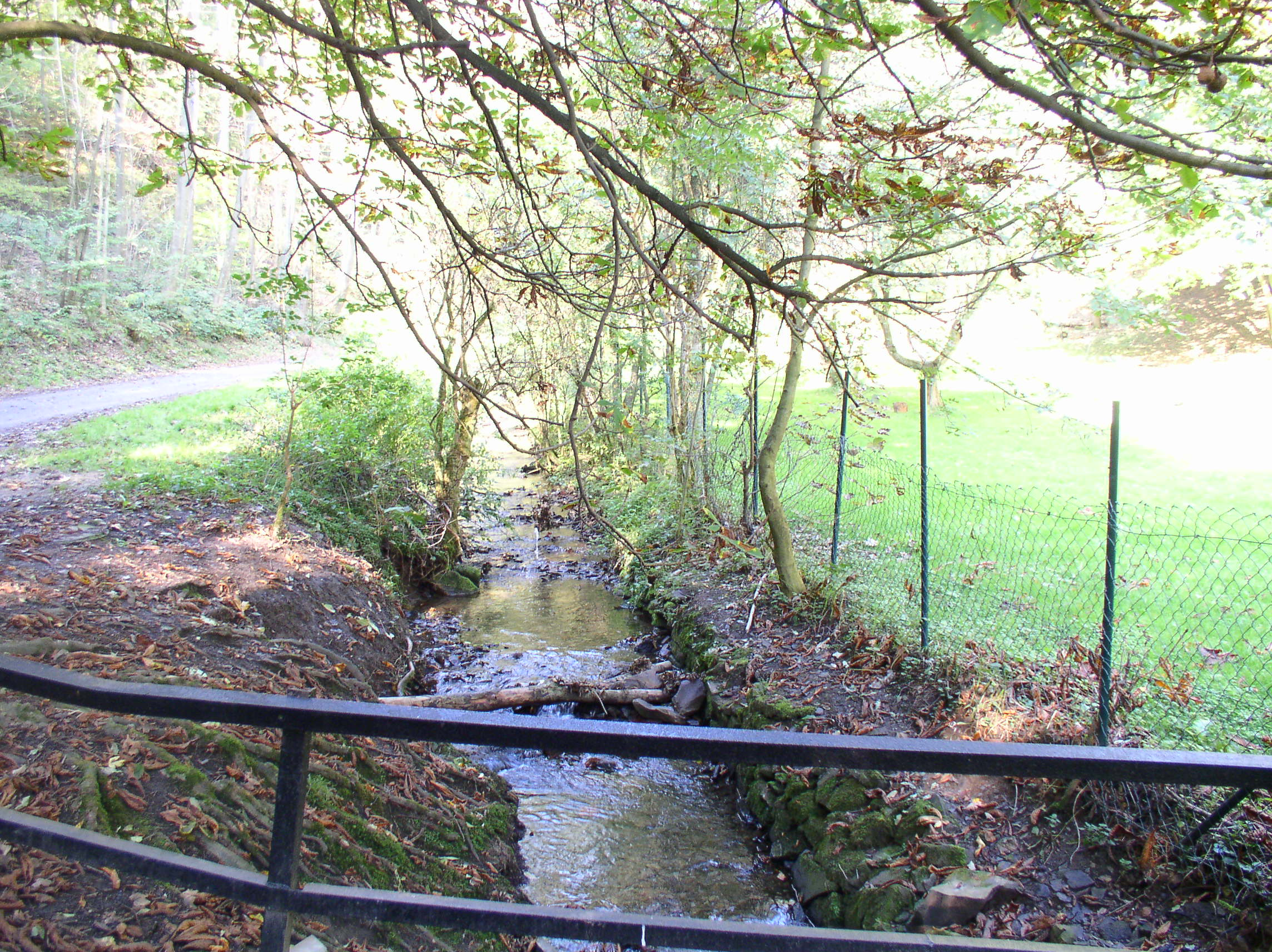
林克洛伊爾巴赫河

51°10′0″N 7°10′12″E / 51.16667°N 7.17000°E
林克洛伊爾巴赫河（德語：Linkläuer Bach）是德國的河流，位於該國西部，處於北萊茵-威斯特法倫州，屬於埃施河的右支流，河道全長1.9公里。